# 伊奈輝三
伊奈 輝三（いな てるぞう、1937年10月15日 - ）は、日本の実業家。INAX代表取締役社長・会長を務めた。タイルメーカーから総合住宅設備メーカーに転換させ、同社の「中興の祖」とされる。その後トステムとの経営統合を実現し、LIXILグループ設立の立役者となった。

## 経歴
愛知県知多郡常滑町（現在の常滑市）で伊奈製陶（INAXの前身）創業者である伊奈長三郎の三男として生まれた。学業成績は優秀だったが、父が常滑町長をしていたことから地元の愛知県立常滑高等学校に通った。高校卒業後は経営者の子弟が多く通う慶應義塾大学への進学も考えたが、結局父と同じ東京工業大学（現在の東京科学大学）経営工学科に進学した
。1960年（昭和35年）3月に東京工業大学を卒業し、4月に父が社長を務めていた伊奈製陶に入社した。1963年（昭和38年）12月に取締役となり、1967年（昭和42年）12月に常務取締役、1971年（昭和46年）12月に代表取締役専務、1978年（昭和53年）1月に代表取締役副社長となった。
1980年（昭和55年）1月には伊奈製陶の第5代代表取締役社長に就任した。温水洗浄便座のヒットなどで、総合住宅用建材・設備機器メーカーへ脱皮を実現し、伊奈製陶の中興の祖とされる。会社は伊奈家のものではないという思いから、1985年（昭和60年）には「伊奈」の名を社名から外したINAXへの商号変更を行った。この際同じ森村グループのノリタケカンパニーリミテド（現在のノリタケ）社長の倉田隆文に「ちょっと変わってるでしょ」と挨拶に行ったところ、「うちほどは変わってないかな」と返されたという。1992年（平成4年）には全国タイル業協会の会長に就任した。
1996年（平成8年）には後任の代表取締役社長に水谷千加古が就任し、自身は代表取締役会長に退いた。2000年（平成12年）にはトステム創業者の潮田健次郎に経営統合を提案し、2001年（平成13年）にはINAXトステム・ホールディングス（現在のLIXILグループ）を設立した。タイルの製造及び施工技術の開発によって業界の発展に寄与した功績が評価され、2001年（平成13年）には日本建築仕上学会学会賞の功績賞を受賞した。2002年（平成14年）には日本セラミックス協会会長に就任した。2005年（平成17年）からは中部国際空港で案内ボランティアを務めており、2007年（平成19年）には常滑商工会議所会頭など30近くあった全公職から退いてボランティアに専念した。2018年（平成30年）秋の叙勲で旭日中綬章を受章した。

## 親族
- 父は伊奈製陶創業者の伊奈長三郎。陶工伊奈初之丞は祖父[12]。元LIXILグループ取締役の伊奈啓一郎は甥[13]。
- 妻はトヨタグループ創設者・豊田佐吉の末弟豊田佐助の娘・節子。トヨタ自動車創業者の豊田喜一郎や、元トヨタ自動車社長の豊田英二は妻の従兄[14]。